# Mật mã Da Vinci
Mật mã Da Vinci (tiếng Anh: The Da Vinci Code) là một tiểu thuyết của nhà văn người Mỹ Dan Brown được xuất bản năm 2003 bởi nhà xuất bản Doubleday Fiction. Đây là một trong số các quyển sách bán chạy nhất thế giới với trên 40 triệu quyển được bán ra (tính đến tháng 3 năm 2006), và đã được dịch ra 44 ngôn ngữ.
Tổng hợp các thể loại hư cấu trinh thám, giật gân và âm mưu, quyển sách là một trong bốn tiểu thuyết liên quan tới nhân vật Robert Langdon, cùng với Thiên thần và Ác quỷ (Angels and Demons), Biểu tượng thất truyền (The Lost Symbol, trước đây được biết đến với tên The Solomon Key) và Hỏa ngục (Inferno).
Cốt truyện của tiểu thuyết kể về âm mưu của Giáo hội Công giáo nhằm che giấu sự thật về Chúa Giê-su. Truyện ám chỉ rằng Tòa thánh Roma biết rõ âm mưu này từ hai ngàn năm qua, nhưng vẫn giấu kín để giữ vững quyền lực của mình. Sau khi vừa xuất bản, cuốn tiểu thuyết đã khơi dậy mạnh mẽ sự tò mò khắp thế giới đi tìm hiểu sự thật về Sự tích Chén Thánh, và vai trò của Mary Magdalene trong lịch sử Giáo hội Công giáo.
Mật mã Da Vinci nhận được nhiều phê bình sâu sắc. Những người ủng hộ cho rằng quyển tiểu thuyết rất sáng tạo, đầy kịch tính và làm cho người xem phải suy nghĩ. Người chỉ trích thì cho rằng quyển sách không chính xác và viết rất kém, những chỉ trích còn lên án các ẩn ý xấu của Dan Brown về Giáo hội Công giáo.

## Lược truyện
Jacques Saunière, người quản lý nổi tiếng của Bảo tàng Louvre tại Paris, bị một tu sĩ mắc chứng bạch tạng thuộc dòng Opus Dei tên Silas bắn tử thương, sau khi ép buộc Saunière phải tiết lộ một bí mật nào đó. Biết được bí mật của mình có thể bị mất đi vĩnh viễn, Saunière tìm cách chuyển lại bí mật này. Thi thể của Saunière được tìm thấy sâu trong Bảo tàng Louvre trong tư thế tương tự như bức tranh nổi tiếng Người Vitruvius (Vitruvian Man) của Leonardo Da Vinci, với một thông điệp bí ẩn viết cạnh, và một hình sao năm cánh (ngũ giác) vẽ trên bụng bằng máu.
Robert Langdon, giáo sư môn "Biểu tượng Tôn giáo" (Religious Symbology) tại Đại học Harvard, lúc này đang có mặt tại Paris tham gia một buổi thuyết trình. Ông được cảnh sát Pháp mời đến để giúp giải thích những dấu hiệu đặc biệt mà Saunière để lại trước khi chết, nhưng thực ra Langdon bị tình nghi là hung thủ vì dòng chữ để lại: "P.S. Find Robert Langdon". Sophie Neveu, chuyên viên giải mã của cảnh sát Pháp đồng thời là cháu nội của nạn nhân, xuất hiện để cứu Langdon khỏi sự nghi ngờ của cảnh sát và tìm hiểu bí mật mà Saunière muốn truyền lại.
Để truyền lại thông điệp, Saunière áp dụng những suy luận về các trò chơi đảo lộn chữ cái (anagram), các con số Fibonacci và cách "chơi chữ" bằng nhiều ngôn ngữ đã thất truyền hay hình ảnh lật ngược qua kính. Đáp án cuối cùng có liên quan mật thiết đến địa điểm cất giấu Chén Thánh (Sangreal, Holy Grail) và của một hội kín bí mật là tu viện Sion (Priory of Sion) và Hiệp sĩ dòng Đền (Knights Templar).
Qua những ký hiệu được Saunière dấu trong các tác phẩm Mona Lisa và bức tranh lân cận, Langdon và Sophie lấy được một chìa khóa của một két sắt ký gửi tại Ngân hàng Ký gửi Thụy Sĩ, và ở đây họ tìm được một chiếc hộp mật mã, có thể là một bản đồ dẫn tới chiếc Chén Thánh.
Tạm thời thoát khỏi sự theo dõi của cảnh sát, Langdon và Sophie mang hộp mật mã đến nhà Sir Leigh Teabing, một người bạn của Langdon đồng thời là một chuyên gia nghiên cứu về Chén Thánh, người được phong tước Hiệp sĩ. Teabing đã giải thích rằng, qua những dấu hiệu trên bức tranh Bữa ăn tối cuối cùng, ông suy luận Chén Thánh thực ra không phải là một món đồ dùng mà muốn ám chỉ Mary Magdalene, người được xem là vợ của Giê-su và đã mang thai khi Giê-su bị đóng đinh. Bà được môn đệ đưa trốn sang Pháp và sinh con tại đó. Giáo hội Công giáo, nhằm mục đích cũng cố quyền lực, kể từ Công đồng Nicaea I đã ra sức xóa bỏ những chứng cứ liên quan và tiêu diệt mọi hậu duệ của dòng máu thánh này. Ngược lại, những thành viên Hiệp sĩ dòng Đền và tu viện Sion ra sức tìm kiếm và giữ gìn như một bí mật vĩnh viễn.
Ba người sau đó tháo chạy khỏi nước Pháp trên máy bay riêng của Teabing để đi sang nước Anh, nhiều khà năng là nơi cất giữ Chén thánh. Trên đường đi họ giải được mật mã của chiếc hộp, chính là tên của Sophie: "S-O-F-I-A". Bên trong họ tìm thấy một hộp mật mã nhỏ hơn cùng một thông điệp đầy ẩn ý hướng dẫn cách giải mã. Trên đường đi, Sophie kể cho Langdon nguồn gốc của sự bất hòa với Saunière khiến cô cắt đứt mọi liên lạc với ông nội mình. Mười năm trước đây, bất ngờ trở về nhà mà không báo trước, cô chứng kiến ông nội cô quan hệ với một phụ nữ trong một nghi lễ kỳ bí dưới hầm nhà, có sự tham gia của nhiều người mặc áo choàng và mang mặt nạ. Cô rất sốc trước cảnh tượng và quyết cắt đứt mọi quan hệ với ông mình. Langdon giải thích cho Sophie biết nghi lễ mà cô chứng kiến là một nghi lễ cổ xưa hieros gamos để tôn vinh sự sinh sản trong mùa Xuân, hay được biết như là "hôn lễ thánh", mà thành viên dòng Sion có thể tiếp tục duy trì thực hành. Nhờ sự tinh ranh khéo léo, Teabing đã giúp cho cả bọn thoát khỏi truy lùng của cánh sát Anh khi máy bay hạ cánh.
Ban đầu không hiểu hết ngụ ý trong thông điệp, Teabing cùng với Langdon và Sophie tìm đến đền thờ của các Hiệp sĩ dòng Đền, mong tìm ra tung tích của một hiệp sĩ được giáo hoàng chôn cất. Lúc này mới bộc lộ ra chân tướng thật của Teabing chính là "Thầy giáo"; chính ông đã đặt nhiều máy nghe lén hiện đại với mong muốn khám phá bí mật từ các thành viên cao cấp của dòng Sion, trong đó Saunière là Đại sư. Tham vọng sâu xa của Teabing là công bố bí mật về Chén Thánh để phá hoại Giáo hội Công giáo; do đó ông đã lôi kéo Giám mục Manuel Aringarosa, bề trên dòng Opus Dei, vào âm mưu tìm kiếm và phá hủy Chén Thánh, và Silas là đệ tử được giám mục sai đến giúp sức cho "Thầy giáo". Theo sự sắp đặt, Silas xuất hiện uy hiếp Sophie, và với sự giúp đỡ của người giúp việc Rémy Legaludec, đoạt lấy hộp mật mã nhỏ. Đạt được mục đích, Thầy giáo bán đứng Silas cho cảnh sát và tiếp tục thủ tiêu luôn Rémy, manh mối duy nhất biết rõ tung tích của mình, che đậy như một tai nạn tử vong do dị ứng. Trong diễn biến cuộc truy đuổi của cảnh sát sau đó, Giám mục Aringarosa bị thương do Silas bắn nhầm, trong khi bản thân Silas bị cảnh sát bắn tử thương.
Hiểu ra được ý nghĩa ẩn trong bốn câu thơ của thông điệp, Teabing lần đến tu viện Westminster, nơi chôn cất Sir Isaac Newton, người từng đảm nhiệm chức vụ Đại sư của dòng Sion. Tuy nhiên Teabing không đoán ra được mật khẩu của hộp mật mã nhỏ. Nhờ sự giúp đỡ tìm kiếm trên máy tính, sau cùng Langdon và Sophie cũng suy luận ra và có mặt tại đây, nơi họ bị Teabing dùng súng uy hiếp để mở thông điệp sau cùng. Langdon suy luận ra mật khẩu ám chỉ "quả cầu bị thiếu" là quả táo của Newton:"A-P-P-L-E", bí mật mở hộp lấy thông điệp viết trên giấy papyrus ra rồi ném hộp mật mã để đánh lừa Teabing. Cảnh sát ập đến ngay lúc đó, bắt giữ "Thầy giáo"; vào lúc này họ đã nắm được Teabing đứng phía sau mọi âm mưu lợi dụng Vatican và Opus Dei, gián tiếp gây ra năm vụ án mạng, trong khi Langdon và Sophie vô tội.
Thông điệp cuối cùng trong hộp mật mã nhỏ đã dẫn đưa hai người đến nhà thờ Rosslyn tại Edinburgh, Scotland, nơi từng là địa điểm cất giữ Chén Thánh. Quá khứ được làm sáng tỏ khi Sophie tìm lại được bà nội, Marie Chauvel, vốn là vợ của Saunière, và người em trai bị chia cắt sau khi cha mẹ họ thiệt mạng trong một tai nạn giao thông bí ẩn. Để bảo vệ những giọt máu hậu duệ cuối cùng của dòng máu thánh, dòng Sion buộc phải tách riêng hai chị em và sống riêng rẽ bí mật không tiếp xúc với nhau. Bà Marie Chauvel xác nhận với Langdon rằng Chén Thánh đã được dời tới một địa điểm mới hoàn toàn bí mật kể cả đối với bà.
Sau khi chia tay Sophie và ghé lại Paris trên đường quay trở về Hoa Kỳ, Langdon nghiệm ra Rose Line (đồng âm với Rosslyn) là đường kinh tuyến gốc cổ đi ngang Paris, và lần theo con đường này cuối cùng ông khám phá ra địa điểm thật cất giữ Chén Thánh là ngay bên dưới Bảo tàng Louvre, nơi có hình kim tự tháp đảo ngược. Nhà biểu tượng học người Mỹ đã quỳ gối trước phần mộ của Mary Magdalene, giống như các Hiệp sĩ dòng Đền ngày xưa đã làm.

## Các nhân vật

### Nhân vật chính
- Robert Langdon sinh ngày 22 tháng 6, năm 1964 (tác giả Dan Brown cũng sinh vào ngày này), là giáo sư của Trường Đại học Harvard, chuyên ngành Ký tượng Tôn giáo. Hơn 40 tuổi, sau sự việc các cuốn sách của ông về tôn giáo và ký tượng thờ cúng đã làm ông nổi danh trong giới nghệ thuật rồi tiếp đến là biết đến rộng rãi ở Vatican. Trong một chuyến đi Pháp, ở tại khách sạn Ritz Paris, ông bị đánh thức vào nửa đêm do có sự nghi ngờ về cái chết của Phụ trách bảo tàng Louvre - Jacques Saunière. Trước đó ông được tham gia một cuộc thuyết trình lớn, MC của buổi thuyết trình đã nhắc lại sự việc ông được tờ Boston Magazine xếp vào TOP 10 người đàn ông hấp dẫn nhất thành phố. Langdon có người tình cũ là Vittoria. Kết truyện, ông về với cô Sophie.
- Jacques Saunière là Đại sư hiện tại của Tu viện Sion, người phụ trách bảo tàng tài giỏi nổi tiếng của Louvre. Ông bị Silas giết ngay ở chính bảo tàng của mình. Để tự cứu mạng, ông đã nói dối Silas theo một mẫu đã chuẩn bị cùng 3 người giữ bí mật nữa. Tuy nhiên, Silas vẫn cứ giết ông. Một đầu đạn găm trúng bụng ông, Silas để ông chết từ từ. Sau khi nghe thấy lời Silas rằng 3 người giữ bí mật cuối cùng của Tu viện Sion cũng đã bị hắn giết chết, người cuối cùng giữ bí mật là ông đã quyết định để lại mật mã dựa trên tác phẩm của Leonardo Da Vinci cùng rất nhiều loại mật mã khác ông từng sử dụng trước đó. Ông đặc biệt yêu quý cháu gái của mình - cô Sophie. Tuy nhiên sau một sự hiểu lầm khi Sophie 22 tuổi, cô đã cự tuyệt và xa lánh ông, không một sự giải thích hay liên lạc.
- Sophie Neveu là nhân viên giải mật mã 32 tuổi. Cô là cháu nội của Jacques Saunière và được ông thường gọi là Công chúa (princess). Qua lần hiểu lầm giữa ông với cô khi cô 22 tuổi, Sophie đã cắt đứt liên lạc và mọi sự giải thích với ông mình. Sophie xuất thân từ những gia đình Merovinge - hậu duệ trực hệ của Mary Magdalene và Chúa Giê-su. Cha mẹ và tổ tiên của Sophie, để tự bảo vệ, đã đổi họ là Plantard và Saint-Clair. Con cái họ hiện tại là những người trực hệ mang dòng máu hoàng gia còn sống sót và vì vậy được Tu viện Sion bảo vệ. Khi bố mẹ Sophie bị giết trong một tai nạn ô tô không xác định được nguyên nhân, Tu viện Sion sợ rằng nhân thân của dòng dõi hoàng gia đã bị phát hiện. Ngay từ nhỏ, gia đình Sophie bị chia làm hai: cô và ông cô; bà cô và anh trai cô. Sophie và em trai đều được ông/bà mình nói rằng gia đình bị một tai nạn làm cho số thành viên kia của gia đình bị chết. Khi biết sự thật này thì cũng là lúc mật mã sắp được giải xong. Cô gặp lại bà và em mình tại nhà thờ Rosslyn hôm sau khi ông nội cô bị ám sát. Tên của cô được đặt theo số PHI (=1.618) - một con số coi là đẹp nhất trong vũ trụ: Sophie. Từ tên của cô, ông cô đã có nhiều mật mã liên quan.
- Leigh Teabing (tức Thầy giáo) là nhà Sử học nổi tiếng của nước Anh, được nhận Huân chương Hiệp sĩ do chính nữ hoàng Anh trao tặng. Ông bị thương ở cả hai chân. Ông là người bạn thân thiết của Robert Langdon. Do khát khao để tìm ra Chén Thánh, ông đã ẩn danh dưới nghĩa vụ Thầy giáo của Manuel Aringarosa, Silas, Rémy Legaludec. Những cuộc gặp mặt của họ đều được giấu kín và chỉ có duy nhất Rémy được biết mặt ông - cùng với danh nghĩa là nhà bếp riêng. Ông thường giả giọng Pháp, để lừa những học trò của mình. Teabing có đủ những phương tiện hiện đại hơn cả cảnh sát để truy tìm Chén Thánh, ví dụ như hệ thống nghe lén từ xa. Căn nhà của ông tọa lạc tại 185 mẫu đất rộng lớn của lâu đài Villette. Khi thu nhận học trò, ông luôn hứa rằng sẽ thưởng cho họ 20 triệu euro nếu xong việc. Tuy nhiên, đến phút cuối, trừ Manuel Aringarosa do đầu thú từ trước với cảnh sát ra, thì ai cũng bị ông giết thành công một cách tinh vi, kín đáo.

### Cảnh sát
- Bezu Fache có thân hình to lớn. Ông là một cảnh sát tài giỏi và khó tính. Ông đã nhầm lẫn trong việc nghi ngờ Robert Langdon là thủ phạm giết Saunière, và mời ông ta đến hiện trường vụ án để hòng Langdon có sơ hở. Tuy nhiên Sophie đã cứu Langdon ra ngoài, đánh lạc hướng của ông. Tuy nhiên ông đã sớm nhận ra sai sót của mình với sự đầu thú của Manuel Aringarosa. Khi Manuel Aringarosa nằm trên bệnh viện ở Anh, ông đã trả lại cho Manuel va li tiền cùng chiếc nhẫn mang đầy quyền lực của Opus-Dei. Sai sót đỉnh điểm của ông là đã đưa Langdon và Sophie lên truyền hình về vụ giết người, nhưng Jérôme Collect - một nhân viên mà ông thường trách mắng đã giúp ông qua lời phỏng vấn của phóng viên đài BBC là đó chỉ là cách truy tìm thủ phạm thực sự đầy sáng tạo của Fache. Ông làm như vậy để tên tội phạm thực sự chủ quan rồi bị lộ ra. Sau sự việc này, ông quyết định nghỉ hưu.
- Jérôme Collect

### Tòng phạm
- Silas là tên thủ phạm giết Jacques Saunière cùng với 3 người Pháp quan giữ bí mật của Tu viện Sion và 4 người trong nhà thờ Sant-Sulpice. Hắn cao to, là 1 người bạch tạng. Từ nhỏ hắn đã có tuổi thơ đau buồn: bố hắn do nghiện rượu, rất hay đánh đập chửi mắng hắn và mẹ hắn vì đã sinh ra 1 kẻ bạch tạng như hắn. Một ngày nọ, ông giết mẹ Silas, Silas chứng kiến liền cầm con dao ngay trong bếp đâm chết cha hắn bằng nhiều cú đâm rồi trốn biệt ra ngoài, khi đó cậu 7 tuổi. Hắn lưu lạc đó đây, đồng thời chuyên ăn cắp vặt và chịu sự ghẻ lạnh của mọi người. Họ bảo hắn là một con ma. Hắn giết 1 người ở hải quan và chuẩn bị giết đến người thứ hai thì bị bắt. Khi bị đi tù hàng chục năm, có một hôm động đất và hắn được cứu thoát. Rồi hắn bỏ chạy đến nhà thờ của Manuel Aringarosa. Ông biết hắn là tù nhân nhưng vẫn cưu mang và cứu hắn. Manuel đã đưa cho hắn 1 quyển kinh thánh bằng tiếng Pháp, viết về một tù nhân tên là Silas luôn ca ngợi chúa, cuối cùng cũng được cứu khỏi nhà tù bằng trận động đất. Tên Silas này được đặt cho cậu bé. Sau đó lớn lên, hắn là một trong những học trò tin cậy, trung thành do rất được việc của Thầy giáo. Chịu những nghi lễ của Opus Dei, hắn luôn đeo thắt lưng nhọn vào người để tự hành xác, cũng như việc rất tin vào Chúa. Sau khi làm gần việc cho Thầy giáo (không biết là Teabing), Thầy đã phản bội lại Silas bằng cách đưa cậu đến một khách sạn tại Anh. Ở đó cậu bị truy tìm do dính dáng đến các vụ giết người. Silas bỏ trốn, vào đúng lúc cậu nổ súng thì trúng thẳng vào Aringarosa và ông bị thương nặng. Hắn hết sức đưa Aringarosa vào bệnh viện, hắn dù là một kẻ sát nhân nhưng vẫn biết ơn Aringarosa - người hắn gọi là Cha. Ra khỏi ngoài bệnh viện, hắn nhìn thấy tuyết, hắn tin vào Chúa và cầu nguyện cho Aringarosa bình phục, và rồi chết ở đó.
- Manuel Aringarosa
- Rémy Legaludec là một người thân cận của thầy giáo, và cũng là người duy nhất biết đến thân phận của Thầy. Ông làm nhiệm vụ đầu bếp, đồng thời thu thập các tín hiệu từ "con rệp" (loại nghe trộm hiện đại) trên một nóc nhà ở Château Villette, do Thầy bị gãy chân. Rémy Legaludec đã giúp Thầy làm rất nhiều việc, đặc biệt là đánh lạc hướng Langdon và Sophie. Ông có một điểm yếu là bị dị ứng với lạc. Ông bị chết do 1 ca dị ứng bởi uống rượu có lạc ở dưới mà Thầy giáo đưa cho khi chuẩn bị xong nhiệm vụ.

### Nhân vật phụ
- Pamela Gettum là nhân viên thư viện của Viện Nghiên cứu Thần học Hệ thống. Cô đã giúp Langdon và Sophie tìm ra Hiệp sĩ Templar chính là nhà khoa học Isaac Newton bằng khả năng tìm dữ liệu trong máy tính của thư viện.
- Stettner là một học trò thông minh, láu cá tại Đại học Harvard của Langdon. Cậu không xuất hiện và gần như không có ảnh hưởng gì trong truyện nhưng cậu lại hay xuất hiện trong trí nhớ của Langdon mỗi khi nhớ về những bài giảng tôn giáo của mình trong khi đang giải 1 mật mã nào đó.
- Bà Marie Chauvel
- Hướng dẫn viên Nhà thờ Rosslyn
- André Vernet
- Xơ Sandrine Bieil tại nhà thờ Sant-Sulpice
- Nhân viên an ninh bảo tàng Louvre

### Các tác phẩm tranh liên quan

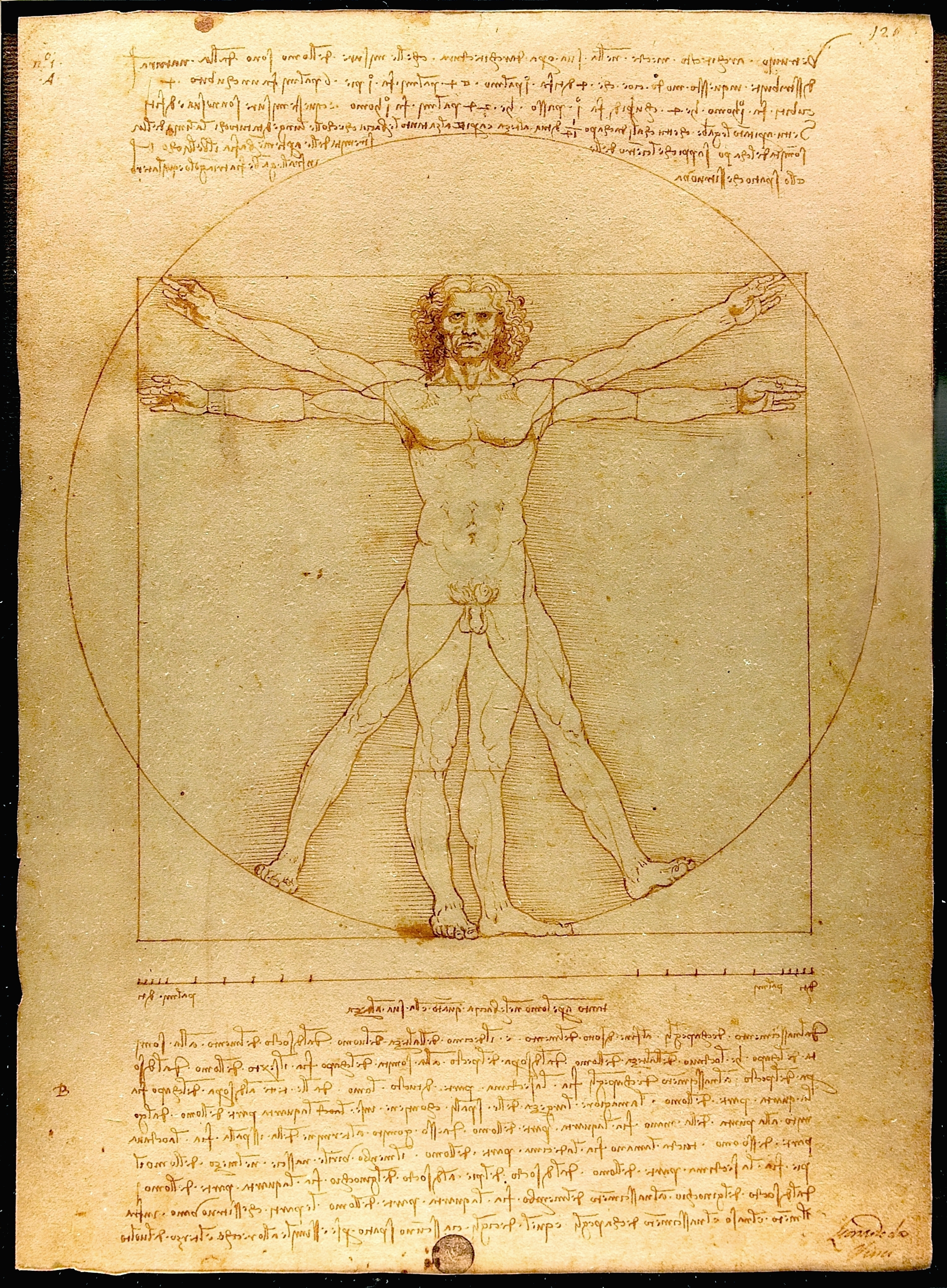
Người Vitruvius (Leonardo da Vinci)

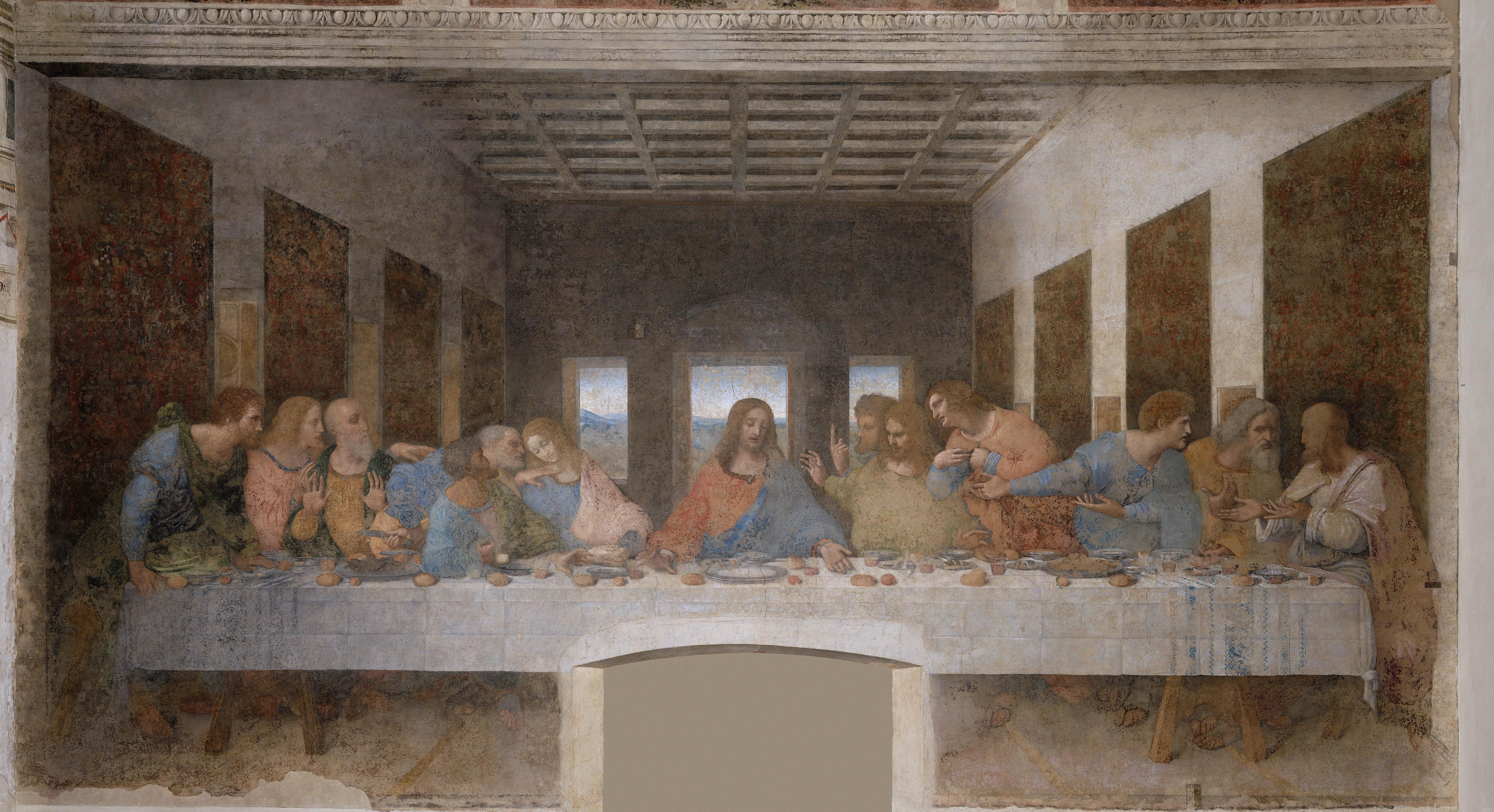
Bức tranh Bữa ăn tối cuối cùng (Leonardo da Vinci)

Mona Lisa (Leonardo da Vinci)